# Università Niccolò Copernico di Toruń
L'università Niccolò Copernico (in polacco: Uniwersytet Mikołaja Kopernika w Toruniu, anche nota con l'acronimo UMK) è una università pubblica polacca, con sede a Toruń, città di nascita di Niccolò Copernico.
L'università, una delle maggiori in Polonia, è stata fondata nel 1945. Comprende 17 facoltà (incluse 3 facoltà di medicina al Collegium Medicum UMK a Bydgoszcz), oltre ad offrire corsi post-universitari a circa 30 000 studenti. L'università impiega 4300 dipendenti nei due campus di Toruń e Bydgoszcz, più della metà dei quali sono insegnanti.
L'università partecipa a programmi al progetto Erasmus e ha in corso collaborazioni con l'università di Angers (economia) e Mosca (storia).
La biblioteca dell'università possiede quasi 3 milioni di risorse tra volumi, periodici e altri oggetti delle collezioni speciali.
L'ateneo gestisce il Centro per l'Astronomia di Toruń, dove ha sede il più grande telescopio ottico polacco.